# Stoermeriana regraguii
Stoermeriana regraguii is een vlinder uit de familie spinners (Lasiocampidae). De wetenschappelijke naam van deze soort is voor het eerst geldig gepubliceerd in 1950 door Rungs.
De soort komt voor in tropisch Afrika.